# Mycetaulus
Mycetaulus är ett släkte av tvåvingar. Mycetaulus ingår i familjen ostflugor.
Släktet innehåller bara arten Mycetaulus bipunctatus.